# Huerta de Rey
Huerta de Rey est une commune d’Espagne, dans la province de Burgos, communauté autonome de Castille-et-León.

## Démographie
Année Nbre d'habitants
1987 : 1 317
1991 : 1 325
1999 : 1 181
2003 : 1 200
2005 : 1 204

## Jumelage
- France : Pleine-Fougères, en Ille-et-Vilaine.